# 杨培增
杨培增（1957年6月—），河南濮阳人，中共党员，重庆医科大学附属第一医院眼科主任，葡萄膜炎诊治专家，被称为“中国葡萄膜炎诊治第一人”。发表论文数百篇，曾获得国家科技进步二等奖等奖项，中国教育部第六批“长江学者”特聘教授。